# Saus (album)
Saus is een album van Rowwen Hèze. Het werd op 11 oktober 2008 uitgebracht door de eigen productiemaatschappij RHAM. Op het album is een live-registratie te beluisteren en bekijken van de gelijknamige theatertournee Saus ("Welcome to the Saus") die op 9 februari 2008 begon in Cuijk. Naast een reguliere muziek-dvd wordt het eveneens uitgebracht op blu-raydisk.
Rowwen Hèze laat zich op het album ondersteunen door zes gastmuzikanten, waaronder Mo ‘Jones op piano, hammondorgel, mondharp en percussie.
De opnames, die in high definition werden geschoten, werden gemaakt op 22 en 23 april in de Limburgzaal van het Parkstadtheater te Heerlen.
Voordat het album uitkwam, werd de live-registratie eerst uitgezonden op het televisiekanaal EXQI.

## Singles
Van de live-cd werden twee nummers op cd-single "Vur Altied Is Vurbeej" met als B-kant "Kroenenberg" en "Que Paso" met als B-kant "Zondag in 'T Zuiden".

## Tracklist Cd
1. Welcome in the saus (5:53)
2. Dag geluk (3:55)
3. 50 joar (4:18)
4. Heilige Anthonius (4:11)
5. 't Roeie klied (3:58)
6. Vur altied is vurbeej (5:34)
7. Same met ow (4:47)
8. Kilomeaters (4:12)
9. De moan (4:27)
10. Que paso (2:50)
11. Auto, vliegtuug (4:08)
12. Shannon song (4:18)
13. November (5:09)
14. Bestel mar (5:58)
15. De Peel in brand (3:24)
16. De neus umhoeg (3:31)
17. Limburg (6:43)

## Tracklist dvd
1. Welcome in the saus
2. Zondag in 't zuiden
3. Dag geluk
4. 50 jaar
5. Heilige Anthonius
6. 't Roeie klied
7. Vur altied is vurbeej
8. Same met ow
9. Yippieayee
10. Kilomeaters
11. De moan
12. Que paso
13. Auto, vliegtuig
14. Shannon song
15. Jesu joy of man's desiring
16. November
17. Kroenenberg
18. Bestel mar
19. De peel in brand
20. De neus umhoeg
21. Limburg